# Cabécou du Fel
Cet article court présente un sujet plus développé dans : Cabécou.
Le cabécou du Fel est un fromage de chèvre fermier français au lait cru et à pâte molle, originaire de l'Aveyron.

## Étymologie
De l'occitan cabra (chèvre) et de fromatjon (petit fromage), ce fromage fut nommé Cabrecon, devenu Cabécou.